# Kiwusee
Der Kiwusee oder Kivusee ist ein See in Zentralafrika. Durch ihn verläuft die Grenze zwischen Ruanda und der Demokratischen Republik Kongo.

## Topographie

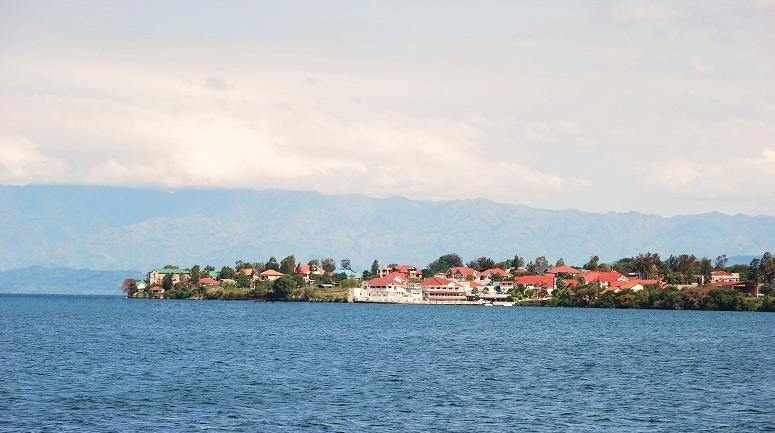
Kivusee mit Goma im Hintergrund

Direkt östlich der großen Zentralafrikanischen Schwelle und westlich des Ruanda-Hochlands liegt er südlich der Virunga-Vulkane und nördlich der Provinzhauptstadt Bukavu. Der See liegt im Ostafrikanischen Grabenbruch.
Einer der Zuflüsse, die den Kiwusee speisen, ist der Kalundura, der vom eben genannten Hochland hinunter stürzt. Entwässert wird der See im Süden über den Rusizi in den Tanganjikasee.
Der Kiwusee hat eine Fläche von ca. 2400 km² und er ist bis zu 480 m tief.
Wichtigste Insel ist Idjiwi, die zur Demokratischen Republik Kongo gehört. Die Insel Iwawa liegt in Ruanda und ist als Militärgebiet für die Öffentlichkeit gesperrt.

## Geschichte
Seitens der Europäer wurde der Kiwusee erstmals von Gustav Adolf von Götzen 1894 erkundet. Anschließend waren mehrere Reisende mit der genaueren Erforschung der naturgeographischen Verhältnisse beschäftigt:
- 1898/1899: Ewart Grogan und Arthur H. Sharp, nördliche Hälfte
- 1899: Heinrich von Bethe
- 1899/1902: Richard Kandt
- 1899/1900: Moore und Fergusson sowie Robert von Beringe
- 1900: Gibbons
- 1901/1902: Herrmann

Zu Beginn des Ersten Weltkriegs in Ostafrika erlangte die deutsche Schutztruppe kurzzeitig die Seehoheit und besetzte die Insel Idjiwi. Durch ein bewaffnetes deutsches Motorboot – das sogenannte Bodelschwingh-Boot – wurden im September 1914 zwei belgische Boote erbeutet. Im Verlauf des Krieges wurde die Schutztruppe von belgischen Kolonialtruppen aus dem Kongo nach Südosten abgedrängt.
Am 3. Mai 2001 kenterte 10 Meter vom Anlegeplatz in Goma entfernt die Fähre Musaka. Da keine Passagierliste existierte und das Schiff möglicherweise überladen war, wurde die Anzahl der Todesopfer auf bis zu 150 geschätzt. Anfang Oktober 2024 kam es zu einem weiteren Schiffsunglück, bei dem eine vermutlich überladene, aus Minova in Süd-Kivu kommende Fähre mit Hunderten Passagieren kurz vor Erreichen von Goma sank.
Nach dem See ist der Methansee Kivu Lacus auf dem Saturnmond Titan benannt.

## Fischfauna
Der Kivusee ist vergleichsweise artenarm und wird von nur etwa 35 Fischarten besiedelt. Den größten Anteil der Fischfauna des Kivusees stellen 15 endemische Haplochromis-Arten (H. adolphifrederici, H. astatodon, H. crebridens, H. gracilior, H. graueri, H. insidiae, H. kamiranzovu, H. microchrysomelas, H. nigroides, H. occultidens, H. olivaceus, H. paucidens, H. rubescens, H. scheffersi und H. vittatus). Weitere im See lebende Fischarten sind die Buntbarsche Oreochromis mweruensis und O. niloticus eduardianus, die Karpfenfische Labeobarbus altianalis, Enteromius apleurogramma, E. kerstenii, E. pellegrini und Raiamas moorii, sowie die Welse Amphilius uranoscopus, Clarias gariepinus, Clarias liocephalus und Chiloglanis batesii. Das Vorkommen von Schilbe grenfelli ist fraglich. Vom Menschen eingeführt wurden Oreochromis leucostictus, O. macrochir, O. niloticus niloticus, Coptodon rendalli und die Tanganjikasee-Sardine (Limnothrissa miodon).

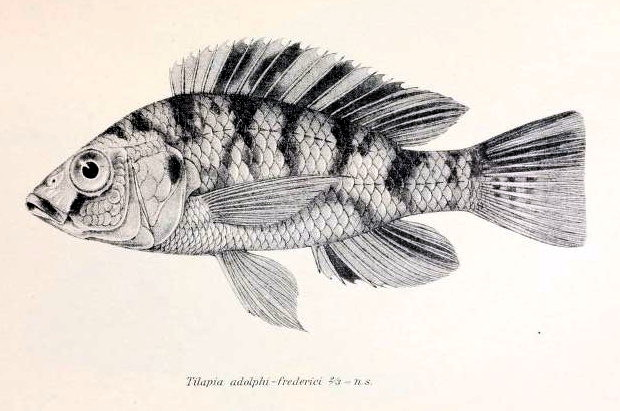
Haplochromis adolphifrederici
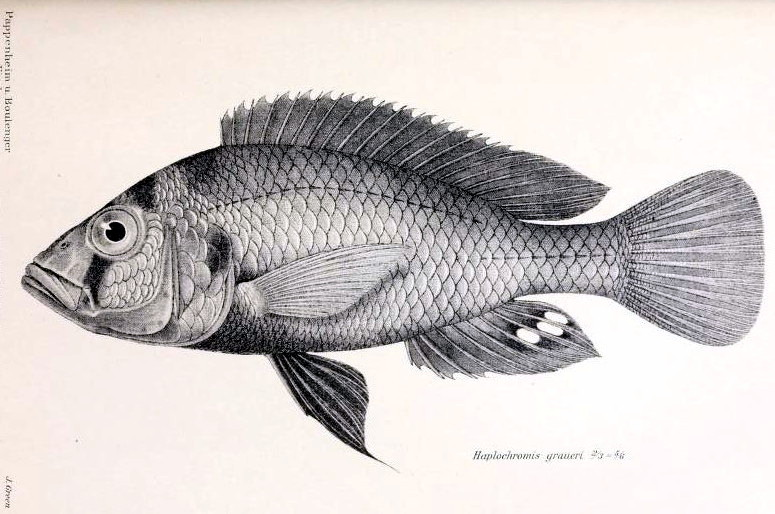
Haplochromis graueri

## Geologische und klimatische Gegebenheiten
Einzigartig macht den Kiwusee die Tatsache, dass sowohl die Wassertemperatur als auch der Salzgehalt mit zunehmender Tiefe steigen. Ursache für dieses Phänomen sind vulkanische Quellen aus dem Untergrund. Hinzu kommt, dass in dieser Region keine großen jahreszeitlichen Temperaturschwankungen zu verzeichnen sind, eine dauerhafte Abkühlung der oberflächennahen Wasserschichten ist nicht möglich; das Absinken kälteren Oberflächenwassers in die Tiefe – und damit ein Wasseraustausch – ist dadurch weitgehend ausgeschlossen.

## Die Sättigung mit Gasen
Der Kiwusee weist in seinem Tiefenwasser sehr hohe Konzentrationen an gelösten Gasen auf. Durch den hohen Wasserdruck vermischen sich die Schichten in großen Tiefen nur sehr wenig, ab einer Tiefe von 180 m haben die Schichten hohe Verweildauern von bis zu 1000 Jahren. Man schätzt, dass etwa 225 km³ Kohlenstoffdioxid (CO2) sowie zusammen etwa 75 km³ Methan (CH4) und Schwefelwasserstoff (H2S) im See gelöst sind (Volumenangaben der Gase in entspanntem Zustand). Dies ist nur durch den hohen Druck in über 250 m Tiefe möglich. Die Sättigung lag 2016 bei etwa 55 % der maximalen Sättigung in den tiefen Schichten. In den letzten Jahren wurde jedoch, vermutlich durch Eutrophierung bedingt, eine deutliche Zunahme des Methangehalts im Vergleich zu den 1970er-Jahren festgestellt. Sollte hierdurch bei gleichbleibender Zunahme gegen Ende des 21. Jahrhunderts die Gesamtsättigung in der Tiefe 100 % erreichen, könnte es zu einem gefährlichen Gasausbruch kommen, bei dem, ähnlich wie 1986 am Kameruner Nyos-See oder 1984 am Manoun-See, die Menschen in der Umgebung des Sees ersticken könnten. Hier sind aktuell ca. zwei Millionen Menschen gefährdet.
Beim letzten Ausbruch des nahegelegenen Nyiragongo-Vulkans 2002 fürchtete man eine solche Katastrophe, da vermutet wurde, dass plötzliche Abgasungen auch durch vulkanische Aktivität ausgelöst werden können. Es wurden jedoch keine Ausgasungen festgestellt.
Für die hier häufig auftretenden gefährlichen Ansammlungen kohlenstoffdioxidreicher Gase in Bodensenken wurde der Swahili-Begriff Mazuku geprägt.

## Nutzung des Methans
Um die Gefahr eines Gasausbruchs abzuwenden und um gleichzeitig den gewaltigen und offenbar nachwachsenden Methanvorrat zu nutzen, wurde 2016 ein Kraftwerk in Betrieb genommen, das gashaltiges Wasser abpumpt und mit dem Methan Gasmotoren betreibt. Ca. vier Kilometer vom Seeufer entfernt wurde 2009/2010 unweit der Stadt Gisenyi die Förderplattform „Kibuye I“ mit einem 25 m hohen Turm errichtet. Mittels leistungsfähiger Mammutpumpen wird das CO2- und methanhaltige Wasser aus 320 Meter Tiefe angesaugt. In der frei im See hängenden Ansaugleitung ist eine Gasabscheiderkaskade eingebaut, mittels derer CO2 und Methan vom Wasser abgetrennt werden. Pro Stunde werden ungefähr 5500 m³ Methangas durch eine Leitung an Land zu dem Kraftwerk transportiert. In der Nähe von Gisenyi produzieren damit drei Generatoren mit einer Abgabeleistung von 26 MW den Grundbedarf an elektrischem Strom für die Stadt und die Bralirwa-Brauerei.
Das Kraftwerk wird von der US-amerikanischen Firma ContourGlobal betrieben. Eine Erweiterung auf 100 MW wurde Stand 2020 diskutiert.